# Épidémie de choléra de Montbrehain en 1854
 (février 2025).
Sous le règne de Napoléon III, pendant l’été de l’année 1854, une épidémie de choléra s’est produite à Montbrehain. Ce village situé dans le département de l'Aisne, dans les Hauts-de-France comptait à l'époque environ 2 000 habitants qui tiraient leurs ressources essentiellement du tissage et de l'agriculture.

## La maladie
Le choléra est une maladie épidémique contagieuse due à une bactérie, le bacille virgule. Elle est caractérisée par des diarrhées brutales et très abondantes. La forme majeure est mortelle dans plus de la moitié des cas, en l’absence de traitement (de quelques heures à trois jours). La contamination est orale, d’origine fécale, par l’eau de boisson ou des aliments.
Contrairement à la grippe ou à la Covid-19 dues à un virus qui se transmet par voie aérienne, le choléra ne se transmet que par l'ingestion d'aliments ou d'eau souillés.

### Historique
Le premier décès dû à cette épidémie a eu lieu le 8 juillet 1854 :

« Acte n° 73 : Décès de Fidélie CLASSE âgée de 21 ans, brodeuse mariée à Louis Joseph PINCHON 22 ans tisseur »

Le dernier le 12 octobre : 

« Acte n° 213 : Décès de Rosa Flore SARRAZIN âgée de 2 jours fille de Charles Louis SARRAZIN 32 ans, meunier et de Marie Julie LECART 27 ans, lamière »

.
 Le décès suivant n’a eu lieu que le 4 novembre soit 24 jours plus tard.
Cette épidémie a donc duré pratiquement 100 jours et 120 habitants de Montbrehain ont été victimes de cette maladie. Presque aucune journée sans décès et le 21 juillet, 7 personnes sont décédées. 

### Intervention
L’état de pauvreté et la vie misérable que menaient la plupart des habitants du village de  Montbrehain à cette époque montrent que le choléra a trouvé là un terrain favorable à son développement.
Devant la gravité de cette situation, pour éviter que la maladie ne se répande dans les villages et les contrées alentour, le village a été mis en quarantaine. Le Ministre de l’Agriculture (qui s’occupait de la santé à l’époque) a commissionné le Docteur Lunel pour établir un rapport et essayé d’enrayer cette épidémie.

« La commune de Montbrehain est un village d'environ 2 000 habitants, situé à 15 kilomètres au nord de Saint-Quentin, département de l'Aisne : pays pittoresque et riant, composé de maisons clairement semées au milieu d'épais feuillages. 
C'est le 12 juillet 1854 que le choléra fit irruption dans la commune de Montbrehain, et vint semer l'épouvante parmi tous ses habitants. Du 12 juillet au 2 août à midi, il y avait eu, tant en cholérines, choléras et suettes, 102 cas de maladie, dont 34 décès.
C'est alors que M. le Sous-Préfet de Saint-Quentin, sur l'avis de M. le Maire de Montbrehain, écrivit à M.Le Ministre de l'agriculture et du commerce, pour le prier d'envoyer dans cette commune un médecin de Paris, à l'effet de combattre le fléau qui désolait ses habitants. Le 1er août, je recevais de M. le ministre 
la commission suivante »

Le docteur Lunel dresse une description sans complaisance des conditions de vie des habitants du village:

« Mais que voyons-nous à Montbrehain?

1/Des maisons manquant d'air...
2/ Des malades couchés dans des cabanes où l'on ou l'on peut tout juste placer un lit, encore ce lit n'est-il le plus souvent qu'une paillasse malprore.
3/ Des maisons mal situées, souvent au milieu de fumier fétide, non carrelées, mais sur un sol humide, sale ,boueux, nauséabond.
4/ Au lieu de fenêtres, bon nombre de chambres ont des trous bien bouchés par des planches ou des vitres.
Quel spectacles hideux, Messieurs, que celui de la partie de Montbrehain appelée le Désert. Autour de misérables masures inaccessibles à l'air et à la lumière, se trouvent amoncelés des fumiers couverts d'immondices de matières fécales et ruisselant de toutes parts de liquides infects, chargés de miasmes délétères! Et cependant nous avons passé la moitié des jours et des nuits dans ce désert... »

| Hommes              | Nombre | Femmes             | Nombre |
| ------------------- | ------ | ------------------ | ------ |
| Tisseur             | 25     | Tisseuse           | 8      |
| Journalier          | 7      | Fileuse            | 1      |
| Cultivateur         | 1      | Dévideuse de coton | 14     |
| Domestique          | 1      | Brodeuse           | 3      |
| Cabaretier          | 1      | Couturière         | 1      |
| Boucher             | 2      | Journalière        | 11     |
| Maçon               | 2      | Aubergiste         | 1      |
| Perruquier          | 1      |                    |        |
| Berger              | 1      |                    |        |
| Valet de charrue    | 1      |                    |        |
| Commissionnaire     | 1      |                    |        |
| Tailleur d'habits   | 1      |                    |        |
| Taupier             | 1      |                    |        |
| Marchand de pierres | 1      |                    |        |
| Rentier             | 1      |                    |        |
| Propriétaire        | 2      |                    |        |

On remarque dans ce tableau que le nombre de personnes décédées travaillant dans le textile (52) est beaucoup plus important que les autres (35). Cela est dû au fait que les métiers à tisser à bras étaient situées dans des caves mi- enterrées pour avoir une humidité constante qui évite aux fils de casser.

C'est cette humidité qui a probablement contribué au décès de ces travailleurs.
| Mois    | Nombre de décès | Mois      | Nombre de décès |
| ------- | --------------- | --------- | --------------- |
| Janvier | 2               | Juillet   | 38              |
| Février | 2               | Août      | 51              |
| Mars    | 4               | Septembre | 25              |
| Avril   | 4               | Octobre   | 8               |
| Mai     | 3               | Novembre  | 5               |
| Juin    | 1               | Décembre  | 3               |

Grâce aux conseil de ce médecin qui a expliqué aux habitants les mesures d’hygiène élémentaires, à l’infirmerie mise en place dans la salle du conseil municipal dont les murs avaient été blanchis à la chaux, la maladie a pu être éradiquée en octobre.

« Les moyens les plus simples à employer sont les suivants:

1/Diminution ou abstinence complète d'aliments

2/ Usage du riz ou de ses préparations

3/Infusion légère de thé

4/ Administration de lavements émollients et calmants

Il importe également de se vêtir chaudement, de se tenir propre...etc. »

« Nous devons parler néanmoins d'un singulier quatrain qui circule dans toutes les bouches à Montbrehain et qui renferme quelques conseils hygiéniques ; nous le donnons tel qu'il existe sous le rapport de la facture des vers:

Tiens tes pattes en chaux,

Tiens vides tes boyaux,

Ne vois point Marguerite,

Du choléra tu seras quitte. »

Suite à l'efficacité des mesures imposées par le Docteur Lunel[source secondaire nécessaire] , celui-ci s'est vu attribuer de nombreuses récompenses honorifiques par la suite.
|  |  |